# Gaspar de Borja y Velasco
Gaspar de Borja y Velasco, i Italien kallad Gaspare Borgia, född 26 juni 1580 i Villalpando, död 28 december 1645 i Madrid, var en spansk kardinal och ärkebiskop. 

## Biografi
Gaspar de Borja y Velasco var son till hertig Francisco II Tomás de Borja y Centellas och Juana Enríquez de Velasco y de Aragón. Han studerade teologi vid Alcalás universitet.
Den 17 augusti 1611 upphöjde påve Paulus V Borja till kardinalpräst och han erhöll i december året därpå Santa Susanna som titelkyrka. Från 1616 till 1619 var han Spaniens ambassadör vid Heliga stolen. Kardinal Borja deltog i konklaven 1621, vilken valde Gregorius XV till ny påve, och i konklaven 1623, som valde Urban VIII.
I juli 1630 blev Borja kardinalbiskop av Albano och biskopsvigdes av kardinal Antonio Barberini i basilikan Santa Maria Maggiore den 15 september samma år. År 1632 installerades han som ärkebiskop av Sevilla. År 1644 deltog kardinal Borja i konklaven, vid vilken Innocentius X valdes till ny påve. Året därpå intog han ärkestolen i Toledo och blev därmed Spaniens primas.
Kardinal Borja avled i Madrid 1645 och är begravd i Toledos katedral.

## Bilder

Kardinal Keelers titelkyrka
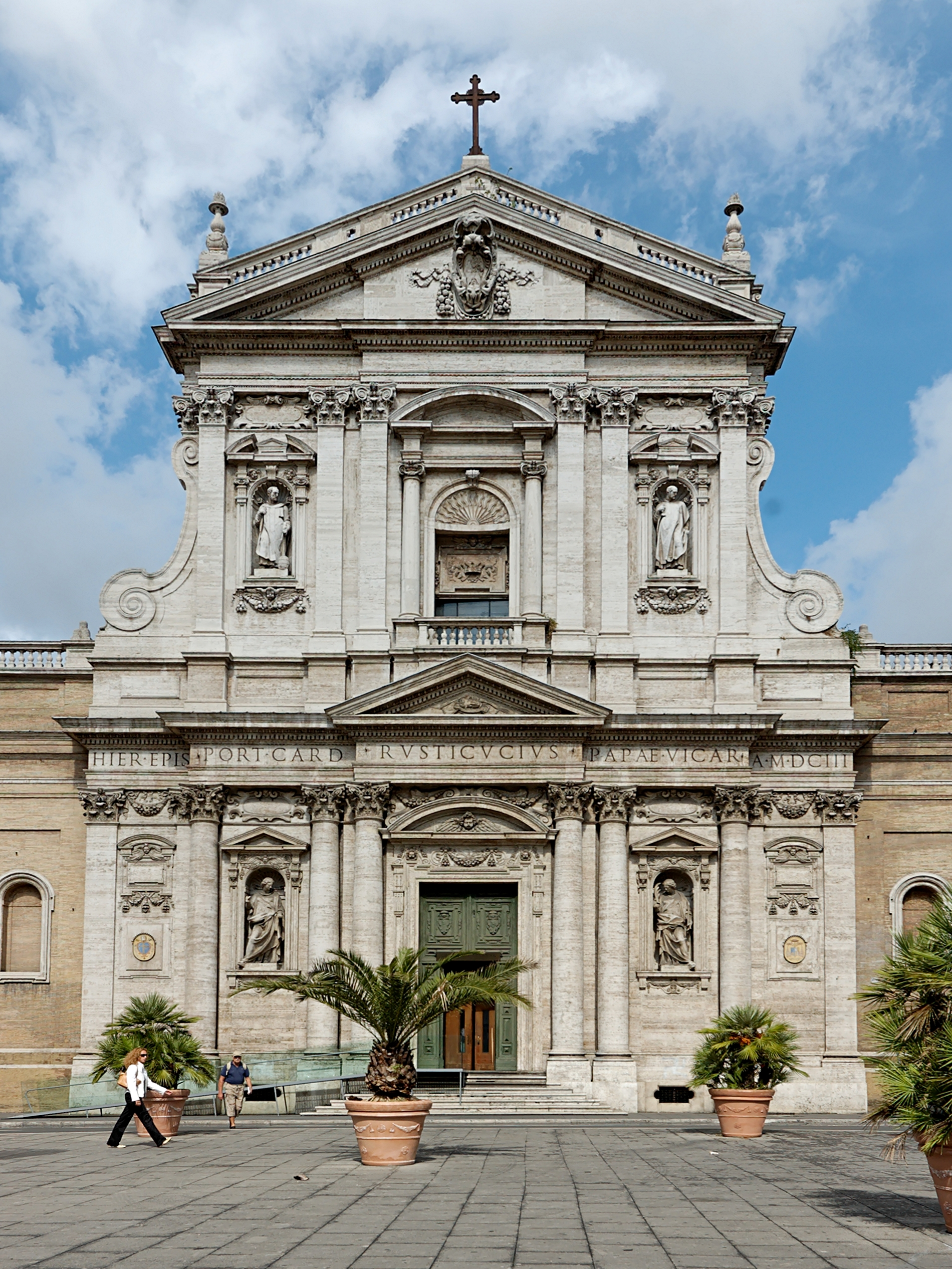
Santa Susanna.
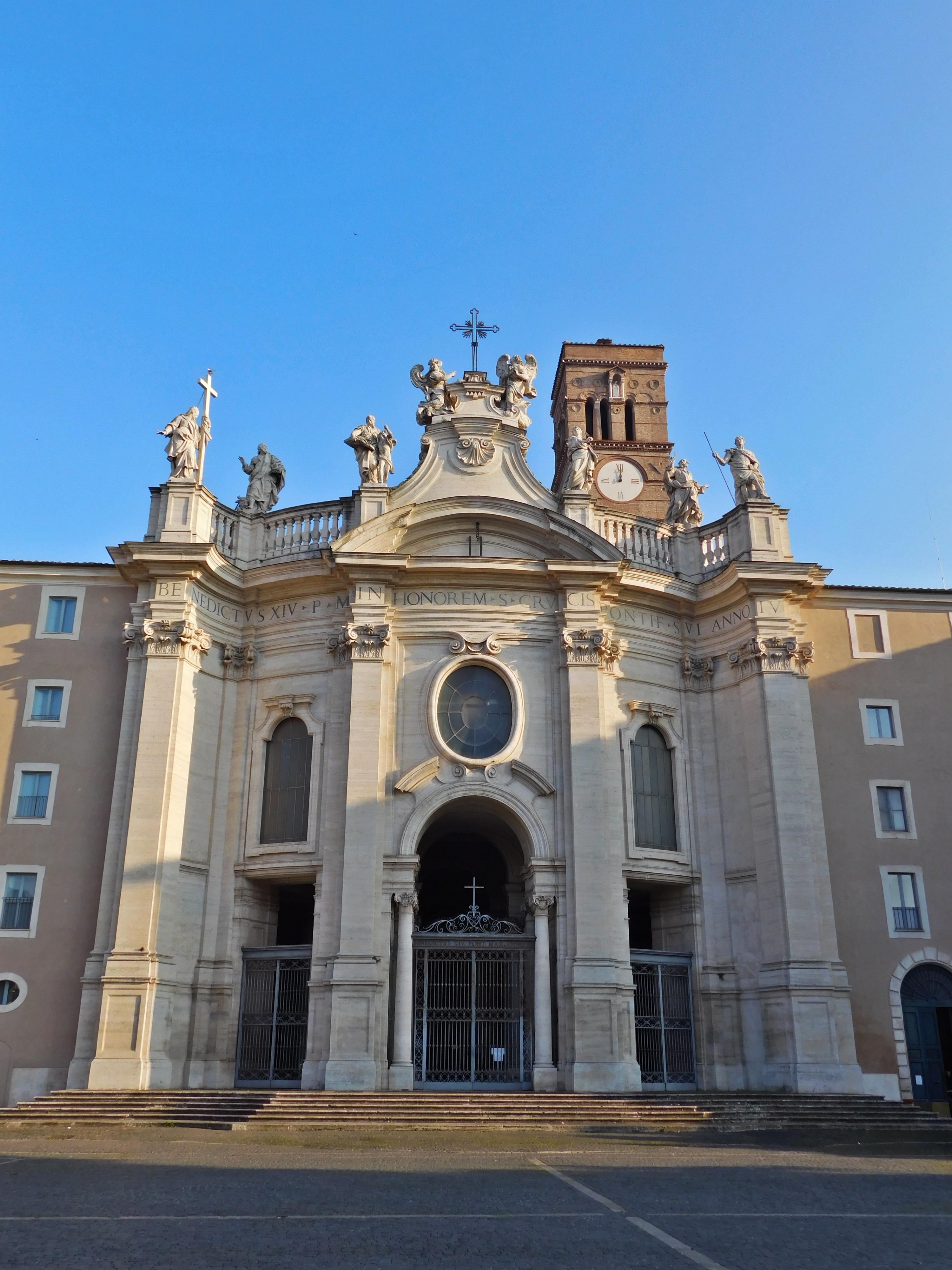
Santa Croce in Gerusalemme.